# The Agony and the Ecstasy (película)
The Agony and the Ecstasy (La agonía y el éxtasis en Hispanoamérica y El tormento y el éxtasis en España) es una película estadounidense de 1965, dirigida por Carol Reed y basada en la novela biográfica homónima escrita por Irving Stone. Trata sobre los conflictos entre Miguel Ángel (Charlton Heston) y el papa Julio II (Rex Harrison) sobre la pintura de la bóveda de la Capilla Sixtina. El filme contó con una música escrita por los compositores Alex North y Jerry Goldsmith.
La película fue filmada en versiones de Cinemascope y Todd-AO. Esta última es la utilizada para su grabación en DVD por su mejor calidad de imagen.

## Trama
Miguel Ángel Buonarroti (Charlton Heston) es un reconocido escultor de la República de Florencia a principios del siglo XVI. Cuando el Papa Julio II (Rex Harrison) le encarga pintar la bóveda de la Capilla Sixtina Miguel Ángel se resiste, ya que encuentra que el diseño inicial de paneles de los Doce Apóstoles en el techo es poco inspirador. Sin embargo, se ve obligado a tomar el trabajo. Durante su intento inicial, Miguel Ángel está descontento con los resultados y destruye los frescos. Huye a Carrara y luego a las montañas, donde encuentra su inspiración en la naturaleza.
Miguel Ángel regresa y se le permite pintar toda la bóveda con una variedad de escenas bíblicas de su propio diseño. El trabajo continúa sin parar durante los siguientes meses y años, pero su término se ve amenazado luego de que Miguel Ángel se desmaye debido a la fatiga. Cuidado por su amante Contessina de Médici (Diane Cilento), hija de su viejo amigo Lorenzo de Médici, se recupera solo para enterarse de que está en riesgo de ser reemplazado por el pintor Rafael Sanzio (Tomás Milián).
Mientras tanto, los Estados pontificios están amenazados durante la Guerra de la Liga de Cambrai. Preparándose para la batalla y habiendo llegado al límite de su paciencia, el papa rescinde el contrato de Miguel Ángel. Rafael, impresionado con el trabajo en progreso, le pide a Miguel Ángel que muestre humildad y termine la bóveda. Cuando el papa, herido y debilitado, regresa, Miguel Ángel le ruega que le restablezca su patrocinio. Aunque el papa cree que una invasión de Roma es inevitable, recauda el dinero necesario para reanudar el trabajo en el techo.
Luego de una derrota, el papa vuelve enfermo a Roma. Mientras inspecciona el retrato de Dios en La creación de Adán, declara la imagen como "una prueba de fe", para luego desmayarse y quedar postrado y moribundo en cama. Aunque todos asumen la inminente muerte del papa, Miguel Ángel le incita a tener la voluntad de vivir. La marea de guerra se vuelve a favor de los Estados pontificios, mientras los aliados se comprometen a ayudar al papa.
Poco tiempo después se celebra una misa en la que se muestra a la comunidad el techo terminado. Después de la ceremonia, Miguel Ángel pide al papa permiso para terminar de esculpir su tumba. Al darse cuenta de que tiene poco tiempo de vida, el papa está de acuerdo. Juntos, los dos hombres admiran la obra maestra de la Capilla Sixtina. El papa se retira y Miguel Ángel se queda contemplando la pared del altar, donde años más tarde pintaría El Juicio Final.

## Reparto
- Charlton Heston - Miguel Ángel Buonarrotti
- Rex Harrison - Papa Julio II
- Diane Cilento - Contessina de Médici
- Harry Andrews - Bramante
- Alberto Lupo - Duque de Urbino
- Adolfo Celi - Giovanni de Medici
- Venantino Venantini - Paris de Grassis
- John Stacy - Sangallo
- Fausto Tozzi - Capataz
- Maxine Audley - Mujer
- Tomás Milián - Rafael Sanzio

## Producción
La película fue producida entre junio y septiembre de 1964.
Philip Dunne escribió el guion de la película en 1959, poco tiempo después de la publicación del libro original de Irving Stone. Originalmente, se suponía que la película se filmaría en 1961, dirigida por Fred Zinnemann y protagonizada por Burt Lancaster, pero la producción se retrasó por tres años. Laurence Olivier, supuestamente, fue la primera opción para el papa Julio II, pero no se encontraba disponible, y Spencer Tracy fue contactado igualmente antes que Rex Harrison fuera elegido. Cuando llegó el momento de filmar el largometraje, la Capilla Sixtina no se pudo utilizar, y fue recreada en un escenario de sonido en los estudios Cinecittà en Roma. Durante la producción, Harrison y Charlton Heston no se llevaron bien. Doce años después, durante el rodaje de El príncipe y el mendigo, Harrison evitó por completo a Heston.
Según su diario, Heston estaba interesado en interpretar a Miguel Ángel antes de que se decidiera producir la película. Una vez que participó en el papel, se encontró emocionado de actuar bajo la dirección de Reed, quien había dirigido The Third Man en 1949, y que Heston sintió que esta sería la película para resucitar la reputación de director de este, describiéndola como teniendo las mejores respuestas de vista previa de la audiencia que cualquier otra película que haya visto nunca. Sin embargo, solo hizo negocios modestos en la taquilla.

## Recepción
La película recaudó alrededor de 4.000.000 de dólares durante su exhibición en Estados Unidos en 1965. Más tarde ganó alrededor de 8.166.000 en todo el mundo.
Actualmente posee un 86% en Rotten Tomatoes y una puntuación de 7,2 de 10 en IMDb.
Bosley Crowther, en The New York Times, sintió que la película era "no un drama fuerte y en alza sino una conferencia ilustrada sobre un artista lento en su trabajo". Simpatizaba con el papa y su creciente impaciencia con Miguel Ángel, criticando la actuación de Heston por carecer de la calidez necesaria para hacer que el público se enamorara de él. Además, creía que el guion sufría de ser "prolijo".
En una revisión retrospectiva de 2013 en The Guardian, Alex von Tunzelmann señaló que "la intención de informar de la película es loable, pero una película de ficción debería poder transmitir su tema sin una conferencia", y se hizo eco de la observación de Crowther de que "el guion se hace pesado sobre el diálogo, luz sobre la acción". Llegó a la conclusión de que la película habría sido más interesante "si se la contara con mucho más humor y mucha menos prudencia".
James Plath, de Movie Metropolis, fue más positivo y dijo que "para algunos espectadores, la agonía será ver a Charlton Heston (sobre)actuar, y al éxtasis de Rex Harrison. Pero es refrescante para una película de época cubrir un tema tan nuevo y artístico".

### Premios
| Premio                              | Categoría                                     | Candidatos                                                                                      | Resultado  |
| ----------------------------------- | --------------------------------------------- | ----------------------------------------------------------------------------------------------- | ---------- |
| 38.ª ceremonia de los Premios Óscar | Mejor banda sonora – sustancialmente original | Alex North                                                                                      | Candidato  |
| 38.ª ceremonia de los Premios Óscar | Mejor fotografía (color)                      | Leon Shamroy                                                                                    | Candidato  |
| 38.ª ceremonia de los Premios Óscar | Mejor dirección de arte (color)               | John DeCuir y Jack Martin Smith (directores de arte); Dario Simoni (decoración)                 | Candidatos |
| 38.ª ceremonia de los Premios Óscar | Mejor diseño de vestuario (color)             | Vittorio Nino Novarese                                                                          | Candidato  |
| 38.ª ceremonia de los Premios Óscar | Mejor sonido                                  | Departamento de sonido de los estudios 20th Century Fox (James P. Corcoran, director de sonido) | Candidato  |
| 23.ª ceremonia de los Globo de Oro  |                                               |                                                                                                 |            |
| Mejor actor - Drama                 | Rex Harrison                                  | Candidato                                                                                       |            |
| Mejor guion                         | Philip Dunne                                  | Candidato                                                                                       |            |
| National Board of Review            |                                               |                                                                                                 |            |
| 10 Películas más Destacadas         |                                               | Ganadora                                                                                        |            |
| Mejor actor de reparto              | Harry Andrews                                 | Ganador                                                                                         |            |
| Premio David de Donatello           |                                               |                                                                                                 |            |
| Mejor película extranjera           |                                               | Ganadora                                                                                        |            |